# Prêmio Joseph O. Hirschfelder
O Prêmio Joseph O. Hirschfelder (em inglês:  Joseph O. Hirschfelder Prize) é um prêmio anual concedido desde 1991 pela Universidade do Wisconsin-Madison na área de química teórica.
É denominado em memória de Joseph Oakland Hirschfelder, o fundador do Instituto de Química Teórica da Universidade do Wisconsin.

## Laureados[1]
- 1991 Benjamin Widom
- 1992 Rudolph Arthur Marcus
- 1993 John Pople
- 1994 Martin Karplus
- 1995 Michael Fisher
- 1996 William Hughes Miller
- 1997 Ernest Roy Davidson
- 1998 David Chandler
- 1999 não concedido
- 2000 Roald Hoffmann
- 2001 Bruce J. Berne
- 2002 Stuart Alan Rice
- 2003 Eric Heller
- 2004 James Thomas Hynes
- 2005 Henry Schaefer
- 2006 Hans C. Andersen
- 2007 Robert James Silbey
- 2008 Mark Ratner
- 2009 Peter Guy Wolynes
- 2010 John Charles Tully
- 2011 Daan Frenkel
- 2012 Michele Parrinello
- 2013 Jack Simons
- 2014 George Schatz
- 2015 Emily Carter[2]
- 2016 James Andrew McCammon
- 2017 Abraham Nitzan
- 2018 Peter Rossky
- 2019 Shaul Mukamel[3]